# У неё было сердце!
«У неё было сердце!» (исп. ¡Y tenía corazón!) — картина, также известная как «Анатомия сердца» (исп. Anatomía del corazón) или «Вскрытие» (исп. La autopsia), представляющая собой полотно кисти испанского художника Энрике Симоне (размер 177 х 291 см).
Симоне написал эту работу в 1890 году во время своего пребывания в Риме, где в 1888—1892 годах он по стипендии обучался в Испанской академии изящных искусств в Риме. Затем полотно перешло в Музей современного искусства (впоследствии объединён с музеем Прадо), который 13 февраля 1931 года передал его Музею изящных искусств Малаги, ныне Музей Малаги, где оно и находится на постоянном хранении.

## Описание
На картине изображён коронер, проводящий вскрытие трупа лежащей на столе женщины, предположительно проститутки. Этот вывод можно сделать, поскольку большинство тел, найденных в Тибре, принадлежали проституткам, а также по рыжеватому цвету волос, традиционно ассоциировавшемуся с проститутками. Коронер держит в руке сердце покойной. Образ старика был вдохновлён нищим, которого сам Симоне встретил на улице и которому он предложил стать моделью — обычная для Симоне практика. Согласно письмам, которые он отправлял своей семье, художник использовал в качестве модели тело молодой актрисы, которая покончила жизнь самоубийством из-за несчастной любви.
Благодаря очень реалистичной технике эту картину относят к социальному реализму, хотя правильнее было бы обозначить её в рамках сциентизма, доминировавшего в XIX веке (фактически эта тема была заказана Симоне), особенно под влиянием учёных, которые использовали вскрытие трупов как метод исследований и средство для поиска лекарств. Картина экспонировалась в разных местах, например, на медицинских конференциях, посвященных анатомии и кардиологии, или на выставках, в том числе за пределами Испании.
Полотно привлекает внимание контрастом — свет на бледной коже женщины противопоставлен тёмной нейтральной стене на заднем плане — и хорошо проработанной анатомией тела и волос.

## Примечание
1. 1 2 3  https://www.museodelprado.es/coleccion/obra-de-arte/y-tenia-corazon/d2351d88-907d-4525-85fc-aac39e7703d7
2. ↑  Museo de Málaga. www.museosdeandalucia.es. Дата обращения: 13 февраля 2018. Архивировано 13 февраля 2018 года.
3. ↑  Esta es la historia del cuadro que todos querían mostrarle al Rey en el Museo de Málaga (исп.). 20 января 2017. Архивировано 2 августа 2021. Дата обращения: 13 февраля 2018.
4. ↑  Museo de Málaga on Twitter (исп.). Twitter. Дата обращения: 16 марта 2017. Архивировано 17 апреля 2017 года.
5. ↑  El corazón de la "prostituta" (исп.). Архивировано 16 марта 2017. Дата обращения: 16 марта 2017.